# Ubu rois, Ubu bas
Ubu rois, Ubu bas è un monologo teatrale di Dario Fo, che prendendo spunto dalla brillante farsa di Ubu re scritta da Alfred Jarry, racconta le vicende di vicende giudiziarie, politiche, economiche di Silvio Berlusconi.

## Trama
Dario Fo racconta di aver riletto recentemente l'epopea grottesca e surreale di Ubu Roi, in cui il protagonista chiamato Ubu vive in un paese immaginario e tenta in tutti i modi di conquistare il potere economico e politico. Tale commedia farsesca è uno straordinario successo, tanto che molte compagnie teatrali la mettono in scena, anche adattandola alle vicende dell'attualità. Così fa anche il teatrante Jean Jaques Cajou, che poco prima dello scoppio della seconda guerra mondiale rielabora una versione chiamata Ubu bas (Ubu basso).
Ubu bas è un personaggio rozzo, ma con una grande oratoria; si trova a disagio per la sua piccola statura, cosicché usa tacchi alti e sottosuole nascoste per elevarsi, curando bene il proprio aspetto fisico. Ubu bas ha grandi doti da venditore, riuscendo a vendere qualsiasi cosa e a convincere la gente, anche giurando sulla testa dei propri figli. Ubu incontra loschi personaggi che gli consegnano molti soldi da far fruttare: lui costruisce case, palazzi e una mezza città, fonda banche, assicurazioni, agenzie pubblitarie e tre radio, per esistendo all'epoca una legge che imponeva il monopolio di Stato (tuttavia l'amico politico Ubu Crax lo aveva aiutato con una legge per consentirgli di gestire le radio). Accusato di aver fatto corrompere due Gendarm juane per nascondere un'enorme evasione fiscale, viene assolto nonostante che i propri dipendenti e i finanzieri (reoconfessi) siano stati condannati. Grazie all'assoluzione, Ubu si lancia in acquisizioni spregiudicate di aziende, attirando l'attenzione delle forze dell'ordine e dei giudici: decide così di scendere in politica, fondando un partito social-democratico-liberal-conservatore-cattolico-estremista e anche un po' razzista, e grazie ad una massiccia campagna riesce a vincere le elezioni.
Ubu bas viene nominato Presidente del Consiglio e crea un Governo-azienda, piazzandoci manager e avvocati delle sue imprese e imponendo nuove leggi tutte a proprio vantaggio. La legge sulla Rogatoire (che Cajou chiama "scherzo da Previti") consente così di assolvere Ubu dall'accusa di aver corrotto i giudici. Ubu decreta poi una legge per abrogare il reato di falso in bilancio.
Dopo una parentesi su Maurizio Gasparri, Fo rivela che in realtà Ubu bas è "lui", mimando di plasmare un pupazzo di bassa statura. Racconta di quando Ubu bas, su indicazione dell'amico Ubu-bozzo-badget, dichiara in una conferenza stampa in Germania che: "Gli arabi sono antidemocratici, non hanno cultura... anzi possiedono una sottocultura di tipo ancestrale che al confronto di quella di noi occidentali è roba da basso Medioevo!" Dopo molte polemiche, Ubu cerca di minimizzare, accusando i comunisti. Per riappacificarsi, Ubu va a visitare la moschea di Roma: prima di entrare deve però togliersi le scarpe rialzate, così facendo dopo pochi passi inciampa nei propri pantaloni, cadendo in ginocchio in direzione della Mecca, davanti ai fedeli che gridano "Allah è grande!" Viene poi ricordato che, durante del Convegno europeo dei Ministri degli Esteri in Spagna, Ubu bas (autonominatosi ministro degli esteri come ai tempi del Duce) scherza facendosi immortalare dai fotografi mentre fa le corna e compie  altri scherzi ai colleghi ministri.
Fo se la prende col pupazzo Ubu, che va in giro per il mondo a raccontar panzane, come quella che c'è una coalizione internazionale di comunisti (guidata da Massimo D'Alema) che lo vuol far fuori. Lo stesso D'Alema che, quando era al governo, non aveva varato alcuna legge contro il conflitto d'interessi. Fo sogna spesso di vivere in un paese in cui tutto va a rotoli, poi si sveglia e va tutto bene, ma infine si sveglia davvero e va davvero tutto male.
Il monologo si conclude accennando alla vicenda di Vanna Marchi, che trasmettendo da una piccola TV locale era riuscita a guadagnare miliardi truffando migliaia di persone con la promessa di facili guadagni, successo, lavoro sicuro, pace e serenità in famiglia, guarigioni miracolose, fortuna sfacciata a qualsiasi gioco e un avvenire radioso: chissà cosa avrebbe potuto fare con tre televisioni nazionali.